# Pearl Peden Oldfield

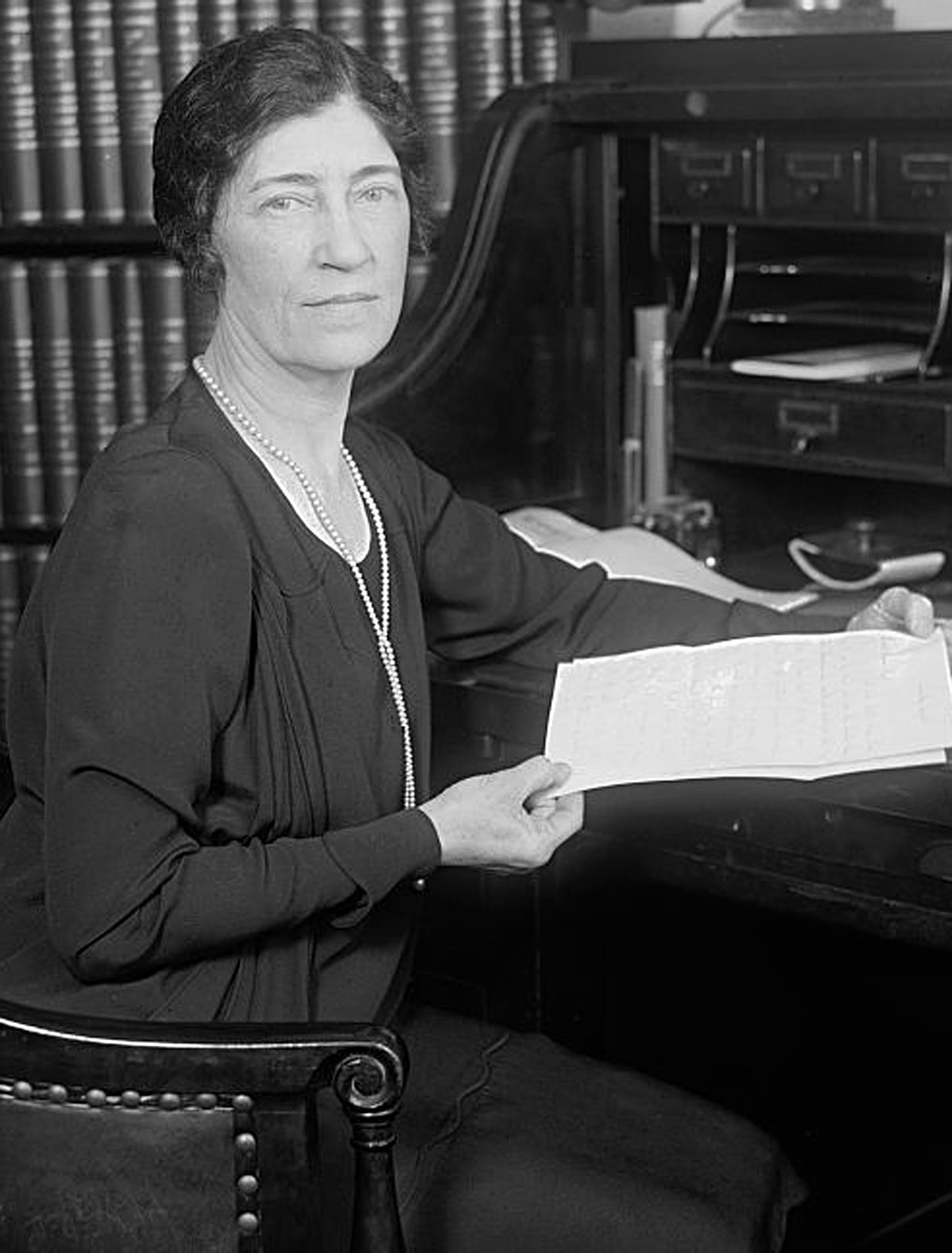
Pearl Peden Oldfield (1929)

Pearl Peden Oldfield (* 2. Dezember 1876 in Cotton Plant, Woodruff County, Arkansas; † 12. April 1962 in Washington, D.C.) war eine US-amerikanische Politikerin. Zwischen 1929 und 1931 vertrat sie den zweiten Wahlbezirk des Bundesstaates Arkansas im US-Repräsentantenhaus.

## Werdegang
Pearl Peden besuchte die öffentlichen Schulen ihrer Heimat und das Arkansas College in Batesville. Sie heiratete den langjährigen Kongressabgeordneten William Allan Oldfield. Nach dem Tod ihres Mannes wurde sie in einer Nachwahl im zweiten Distrikt von Arkansas als Kandidatin der Demokratischen Partei zu dessen Nachfolgerin im US-Repräsentantenhaus in Washington gewählt.
Damit war sie die erste Frau aus Arkansas, die in den Kongress gewählt wurde. Dort verblieb sie vom 9. Januar 1929 bis zum 3. März 1931. Die Wahl eines Familienangehörigen zum Nachfolger eines Mandatsträger ist in den Vereinigten Staaten zwar nicht die Regel, kam aber im Verlauf der Geschichte des Kongresses öfter vor. Nach dem Ende ihrer Zeit im Kongress zog sich Oldfield wieder aus der Politik zurück und widmete sich ihren privaten Interessen.